# Acmopolynema rufescens
Acmopolynema rufescens är en stekelart som först beskrevs av William Harris Ashmead 1904.  Acmopolynema rufescens ingår i släktet Acmopolynema och familjen dvärgsteklar. Inga underarter finns listade i Catalogue of Life.